# Гамл
Гамл — третья буква финикийского алфавита.

## Произношение
В финикийском языке буква гамл (𐤂) обозначала звук ⧼g⧽ — как «г» в слове гамма.

## Происхождение
Как и в случае со всеми буквами финикийского алфавита, согласно наиболее распространённых версий символ производен от египетского иероглифа. Предполагается, что первоначально пиктограмма (гамаль), от которой произошёл символ, обозначала верблюда на финикийском языке.

## Потомки в поздних алфавитах
- греческий: Γ, γ (гамма)
  - кириллица: Г, г (гэ)
  - этрусский: 𐌂 для звука ⧼k⧽ перед гласными ⧼e⧽ и ⧼i⧽
    - латиница: C, c (для звука ⧼k⧽) и G, g (для звука ⧼g⧽)
- арамейский: 𐡂
  - сирийский: ܓ
    - арабский: ج (джим)

  - еврейский: ג (гимель)
  - пахлави:
    - письменный пахлави: 𐭢
    - письменный парфянский: 𐭂